# Train LRC
Pour les articles homonymes, voir LRC.
Le train LRC (Léger, Rapide et Confortable) est une série de rames conçues par le consortium de Montreal Locomotive Works et Alcan pour le transport à grande vitesse de passagers en utilisant des voitures et locomotives légères sur des lignes de chemin de fer existantes et utilisant la technique pendulaire pour compenser la force centrifuge dans les courbes. Bombardier Transport ayant acheté MLW, c'est cette compagnie qui produisit les rames qui furent achetées par Via Rail et qui roulent dans le corridor Québec-Windsor, soit le plus peuplé au Canada. Amtrak a mis à l'essai cette série de trains mais a décidé de ne pas l'acheter.

## Histoire
Le Canadien National et le Canadien Pacifique délaissèrent progressivement leurs services passagers après la Seconde Guerre mondiale à cause de la compétition entre l'automobile et l'avion. Le gouvernement du Canada fut forcé politiquement de créer Via Rail, une compagnie de la Couronne, pour reprendre ce service. Celle-ci hérita du matériel vétuste du CN et du CP et dû le renouveler pour essayer d'attirer des clients. Grâce à des incitatifs monétaires du gouvernement canadien, le CN avait déjà commandé à Montreal Locomotive Works, une des compagnies canadiennes les plus en vue dans le domaine ferroviaire des années 1970 et Alcan, producteur d'aluminium, de nouveaux trains légers pour remplacer les trains Turbo.
Le LRC, un acronyme bilingue pour Léger, Rapide et Confortable, résulte de ce travail. Il s'agit d'un train léger, mû par une motrice diesel, qui peut desservir des destinations de courte à moyenne distance à des vitesses approchant les 200 km/h sur des voies non spécialement prévues pour les trains à grande vitesse. Pour compenser la force centrifuge sur les passagers, les voitures utilisent le principe du train pendulaire et s'inclinent dans les courbes (les locomotives n'ont pas ce système). 
Lors de sa mise en service, le LRC connut plusieurs problèmes liés à son mécanisme pendulaire dont le plus courant fut de rester bloqué en position inclinée après être sorti d'une courbe. Pendant qu'on cherchait une solution, le système pendulaire fut déconnecté ce qui nuisit à sa réputation. Via Rail, sous pression gouvernementale, fit l'acquisition de plusieurs rames et les problèmes furent ensuite éliminés. Via l'utilise dans le corridor Québec-Windsor où des tests ont montré qu'ils peuvent atteindre 208 km/h. En général, la vitesse de croisière n'excède cependant pas 160 km/h, principalement à cause de la présence des trains de marchandises plus lents.
D'autre part, Bombardier racheta MLW en 1975. La compagnie loua des LRC à Amtrak, l'équivalent américain de VIA, dans un effort pour élargir sa clientèle. Ceci était inhabituel dans un marché où les commandes sont fermes. Après des tests dans le corridor Boston-New York, Amtrak décida de retourner ses LRC. Cependant, elle utilise maintenant des versions modernes des mêmes voitures pendulaires dans le train Acela.

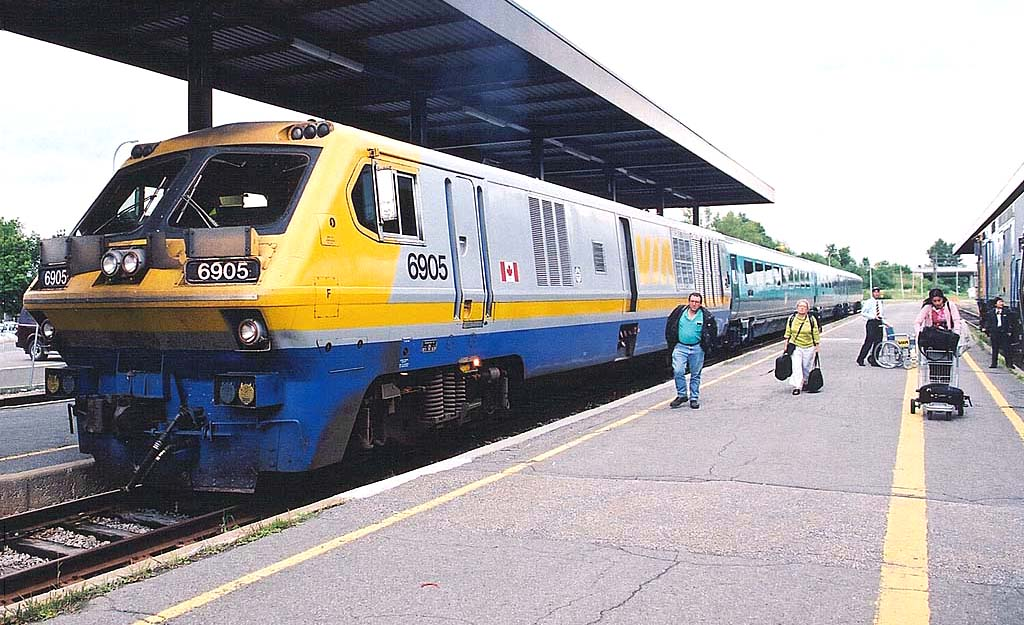
Rame LRC #6905 en gare à Ottawa, Ontario durant les tests initiaux avec des voitures passagers Nightstar à l'été 2000. On utilisa pour la dernière fois une motrice originale du LRC

Le LRC est le plus vieux train pendulaire en service dans le monde. Les motrices initiales ont été remplacées par de plus récentes après dix à quinze ans d'usage mais les voitures de passagers sont toujours utilisés à l’heure actuelle en 2025. Leur système pendulaire est cependant désactivé, étant non compatible avec les locomotives F40PH-2 et P42DC. 
Via Rail a acheté entre 2000 et 2002 des rames initialement prévues pour le Nightstar, une série de abandonnée au profit de l'Eurostar, et qui devaient remplacer graduellement les voitures LRC. Cependant, elles se sont révélées plutôt décevantes. Le 11 octobre 2007, le ministre des Transports du Canada a annoncé un investissement de 691,9 millions $CAN sur cinq ans pour revitaliser Via Rail. De ce montant, un fonds d'immobilisations de 516 millions $CAN sera attribué sur cinq ans pour des améliorations à l'infrastructure et la remise à neuf du matériel. Cet investissement servira entre autres à renouveler le parc ferroviaire au moyen de la remise en état des locomotives F40 et des voitures LRC. En plus, des modifications seront faites aux voitures Nightstar après un jugement qui force Via Rail à élargir leurs corridors pour un accès plus facile aux handicapés. La remise à neuf du matériel contribuera à améliorer la performance environnementale de la compagnie.